# Musée des Lettres et Manuscrits
Pour le musée bruxellois, voir Musée des lettres et manuscrits (Bruxelles).
Le Musée des lettres et manuscrits est un ancien musée privé, situé dans le 7e arrondissement de Paris et à Bruxelles, 3, Galerie du Roi, 1000 Bruxelles, et qui exposait plusieurs dizaines de milliers de lettres et de manuscrits de personnalités.
Créé en 2004 par Gérard Lhéritier dans une maison datant de 1608 au 8 rue de Nesle, le musée est installé en 2010 boulevard Saint-Germain, avant de fermer en 2015 à la suite des problèmes judiciaires rencontrés par la société Aristophil, soupçonnée d'escroquerie en bande organisée, qui ont conduit à un jugement de liquidation le 1er septembre 2015.
Patrick Poivre d'Arvor était le parrain du musée.

## Historique
Consacré à la conservation et à la mise en valeur du patrimoine écrit, le musée, situé dans le secteur sauvegardé du 7e arrondissement de Paris, disposait d’un fonds composé d’environ 136 000 documents. Ses collections étaient exposées et mises à la disposition des chercheurs, des musées, des bibliothèques et d’autres institutions, ainsi qu’à travers de nombreux prêts et expositions hors les murs. Les visiteurs pouvaient ainsi découvrir les collections du musée à travers cinq grandes thématiques : histoire, musique, sciences, arts et littérature.
Sur plus de 600 m2, plus d’un millier de lettres, de manuscrits, de dessins et d’éditions originales de Proust, Hugo, Sand, Saint-Exupéry, Napoléon, Eisenhower, de Gaulle, Einstein, Edison, Delacroix, Van Gogh, Mozart, Beethoven, Liszt et d’autres grandes figures historiques étaient présentés au public, selon un accrochage régulièrement renouvelé et un programme d’expositions temporaires.
Après la fermeture du musée, les collections sont vendues aux enchères, la première vente ayant lieu en décembre 2017. Ces opérations doivent se poursuivre pendant plusieurs années. Au cours de ces ventes, l'État se montre acquéreur de nombreux biens.

## Collection

### Littérature
- Écrivains et philosophes : Alexandre Dumas, René Descartes, La Rochefoucauld, Voltaire, Jean-Jacques Rousseau, Denis Diderot, le Marquis de Sade, Johann Wolfgang von Goethe, François-René de Chateaubriand, Stendhal, Gérard de Nerval, Alfred de Musset, Théophile Gautier, Charles Baudelaire, Gustave Flaubert, Edmond de Goncourt, Jules Verne, Leo Tolstoy, Émile Zola, Paul Verlaine, Marcel Proust, Guillaume Apollinaire, et Louis-Ferdinand Céline, Romain Gary, Antoine de Saint-Exupéry, Jean-Paul Sartre, Albert Camus…

### Arts
- Peintres : Rubens, Jacques-Louis David, Jean Auguste Dominique Ingres, Édouard Manet, Claude Monet, Edgar Degas, Félix Nadar, René Magritte, et Balthus, Raoul Dufy.

### Musique
- Musiciens et compositeurs : Jean-Baptiste Lully, Wolfgang Amadeus Mozart, Ludwig van Beethoven, Frédéric Chopin, Hector Berlioz, Robert Schumann, Franz Liszt, Rossini, Maurice Ravel, Claude Debussy, Erik Satie, Serge Prokofiev
  - Chanson française : Édith Piaf, Charles Trenet, Jacques Brel, Serge Gainsbourg

### Cinéma
- Cinéastes : Jean-Luc Godard, Hitchcock, Meliès, Cocteau, Marcel Pagnol

### Sciences
- Scientifiques et ingénieurs : Albert Einstein, Isaac Newton, Émilie du Châtelet, les Frères Montgolfier, Louis Pasteur, Ferdinand de Lesseps, Marie Curie, Rudolf Diesel, et Gustave Eiffel, Thomas Edison…

### Histoire
- Monarques français : Charles VI, Charles VIII, François I, Catherine de Médicis, François II, Henri IV, Louis XIV, Louis XVI, Marie-Antoinette, Napoléon Ier.
- Hommes d'État : Leon Trotski, Ghandi, Winston Churchill, Franklin D. Roosevelt, et Charles de Gaulle.

## Expositions

### Au 8 rue de Nesle
- 2005
  - La Plume de l'Aigle, dans le cadre du bicentenaire du sacre de Napoléon.
  - Signes des temps : écriture et calligraphie latine.
  - Autour de Sartre.
- 2006
  - Voyage au centre de Jules Verne.
  - Promenade musicale de Mozart à Stravinsky.
  - Les lettres illustrées s'exposent.
- 2007
  - Jean Cocteau, homme de scène et d'images.
  - Calamity Jane ou les légendes de l'Ouest.
  - Titanic au cœur de l'océan, présentant notamment le manuscrit d'Helen Churchill Candee, qui inspira le célèbre film de James Cameron.
- 2008
  - Parlez-moi d'amour avec les correspondances amoureuses entre Édith Piaf et Marcel Cerdan et la dernière correspondance amoureuse illustrée de Saint-Exupéry
  - La lettre, une aventure de haut vol, les débuts de l'aéropostale.
  - Le regard des mots - 50 écrivains face à leur portrait
- 2009
  - L'Aigle et la plume, le retour des manuscrits - une collection exceptionnelle de manuscrits rares de Napoléon Ier retrouvés aux États-Unis
  - Saint-Germain-des-Prés. L'écume des années Vian[6]
  - André Breton, d'un manuscrit à l'autre - avec les deux manuscrits du Manifeste du surréalisme de 1924 et 1930[7].

### Au 222 boulevard Saint-Germain
- 2010
  - Marcel Proust, du temps perdu au temps retrouvé[8]
  - L'Académie française au fil des lettres[9]
- 2011
  - Romain Gary: des Racines du ciel à La vie devant soi[10]
  - Des lettres et des peintres (Manet, Gauguin, Matisse...)[11]
- 2012
  - Les messages secrets du Général de Gaulle: Londres 1940-1942[12]
  - Titanic 100 ans après[13]
  - Sur la route de Jack Kerouac. L'épopé de l'écrit à l'écran[14]
  - Six siècles d'art du livre. De l'incunable au livre d'artiste[15]
- 2013
  - Verlaine emprisonné[16]
  - L'Ecume des jours, du roman au film (1946-2013)[17]
  - Landru - 11h10 temps clair[18]
- 2014
  - Edith Piaf ou cette beauté de l'ombre qui s'exprime à la lumière[19]
  - Jean Cocteau le magnifique. Les miroirs d'un poète[20]
  - Entre les lignes et les tranchées[21]